# Amor idiota
Amor idiota és una pel·lícula catalana del 2004 protagonitzada per Santi Millán i Cayetana Guillén Cuervo. Va ser dirigida per Ventura Pons i rodada en català i castellà.

## Argument
Pere-Lluc Solans (Santi Millán) és un jove immadur. Un dia de gresca després de la mort d'un conegut, coneix una noia anomenada Sandra (Cayetana Guillén Cuervo). Cada vegada s'obsessiona més amb ella, però està casada, i treballa en una agència de publicitat que té amb el seu marit, enganxant cartells pels fanals dels carrers. Ell la segueix mentre treballa, fins que decideix passar a l'acció.

## Repartiment
- Santi Millán: Pere-Lluc
- Cayetana Guillén Cuervo: Sandra
- Mercè Pons: Jordina
- Marc Cartes: Àlex
- Jordi Dauder: Benet
- Gonzalo Cunill: Nicco
- Andrea Fantoni: Vera
- Héctor Mas: Ajudant
- Pere Tomàs: Marit
- Xavi Fernández: Hostaler
- Maria Lanau: Noia radical
- Carmen Turpin: Noia ocasional 1
- Heidi García: Noia ocasional 2
- Lourdes Barba: Helena
- Sophie Evans: Noia ocasional 3

## Nominacions
- Millor director per a Ventura Pons al Barcelona International Film Festival 2006
- Millor fotografia per a Mario Montero al Barcelona International Film Festival 2006

## Rebuda
" Pel·lícula desigual, però interessant (...) a algunes seqüències els manca completament la gràcia (...) alguna cosa fa en un moment determinat "clic" i les coses es redrecen. (...) excel·lent química entre la parella protagonista "